# Стубел
Сту́бел (болг. Стубел) — село в Монтанській області Болгарії. Входить до складу общини Монтана.

## Населення
За даними перепису населення 2011 року у селі проживали 607 осіб.
Національний склад населення села:
| Національність   | Кількість осіб | Відсоток |
| ---------------- | -------------- | -------- |
| болгари          | 578            | 98,3%    |
| цигани           | 9              | 1,5%     |
| турки            | 0              | 0%       |
| Всього відповіли | 588            |          |

Розподіл населення за віком у 2011 році:
Динаміка населення: